# CDKAL1
A proteína 1 como 1 associada à subunidade reguladora CDK5 é uma proteína que em humanos é codificada pelo gene CDKAL1. A proteína codificada por este gene é um membro da família da metiltriotransferase. A função deste gene não é conhecida. Estudos de associação genômica ampla ligaram polimorfismos de nucleotídeo único em um íntron desse gene com suscetibilidade ao diabetes tipo 2.